# Iris Zero
Iris Zero (アイリス・ゼロ Airisu Zero?) es una serie de manga de fantasía escrita por Piroshiki e ilustrada por Takana Hotaru. La historia se desarrolla en una ambiente donde las personas comienzan a nacer con una habilidad llamada iris, que les permite ver más allá de lo que el ojo humano puede ver. En este panorama se encuentra el personaje central, Tōru Mizushima, quien es una de las pocas personas de su generación que no han nacido con iris, siendo llamados "iris zero".
La serie comenzó a publicarse en la revista mensual Comic Alive de la editorial Media Factory desde el 27 de abril del 2009, y aún sigue en publicación. Se han recopilado hasta ahora cuatro tomos tankōbon, siendo el primero publicado el 23 de octubre del 2009.

## Argumento
Las nuevas generaciones han comenzado a nacer con una habilidad, el iris, que les permite ver más allá de lo que el ojo humano puede ver. Sin embargo hay un reducido número de personas, aparte de los adultos, que no nacieron con iris, siendo llamados "iris zero" despectivamente. Tōru Mizushima es uno de ellos, razón por la cual debe de aguantar las burlas y las discriminaciones de sus compañeros del colegio. Por eso él se protege bajo su lema de "muéstrate poco para evitar problemas".
Un día, Koyuki Sasamori, una chica muy popular, se acerca a él para decirle algo que sin querer cambiará su estilo de vida. Como resultado de ese encuentro, el conocerá gente nueva y se encontrará muchos problemas, que deberá resolver para seguir viviendo en paz.

## Personajes Principales
- Tōru Mizushima (水島 透 Mizushima Tōru?): un estudiante que ha nacido sin ningún iris, razón por la cual es víctima de burlas y discriminaciones de sus compañeros, que lo llaman despectivamente "iris zero". Por eso él se protege bajo su lema de "muéstrate poco para evitar problemas". Como resultado de su encuentro con Koyuki Sasamori, una chica muy popular, el conocerá gente nueva y se encontrará muchos problemas, que deberá resolver para seguir viviendo en paz. Además comienza a tener sentimientos por Sasamori
- Koyuki Sasamori (佐々森 小雪 Sasamori Koyuki?): una linda chica, presidenta del consejo estudiantil y compañera de clases de Hijiri y Asahi. Con el pasar del tiempo se convierte en amiga de Tōru y desarrolla sentimientos por él. Siempre perturba la paz de Tōru debido a su popularidad. Su iris puede ver quién está calificado para cierta actividad mediante un círculo, o en el caso contrario con una equis.
- Hijiri Shinozuka (篠塚 聖 Shinozuka Hijiri?): compañero de clases de Koyuki y Asahi, además de ser uno de los pocos amigos de Tōru, ya que éste es el único que, hasta ahora, ha podido descubrir su Iris. Tiene una personalidad alegre, pero frívola. Le gusta analizar las cosas, por lo que a veces se le ve pensativo. Su iris puede ver mariposas negras alrededor de cualquier ser vivo que esté acercándose a su muerte.
- Asahi Yuki (結城 あさひ Yuki Asahi?): de personalidad agresiva y fuerte de mente. Su iris puede ver colas de diablo creciendo detrás de las personas que mienten, razón por la cual tiene una aversión hacia las personas mentirosas. Aunque al principio se mostraba hostil hacia Tōru, se convirtió poco a poco en su amiga luego de que él lo ayudará a resolver una situación en la que estaba envuelta.
- Harumi Tokita (時田 晴海 Tokita Harumi?): compañero de clases y amigo de la infancia de Nanase, de quien está enamorado. Cuando eran niños, le prometió a ella que siempre la protegería. Su iris puede ver una flecha sobre las cabezas de la gente señalando de quien están enamorados. Luego del incidente del cazador de iris, empezó a acercarse a Tōru y sus amigos.
- Nanase Kuga (久賀 七瀬 Kuga Nanase?): una chica tranquila que estudia en la misma escuela de Tōru. Algo solitaria y tímida. Amiga de la infancia de Harumi, lo trata como un hermano. Su iris puede ver las emociones de las personas a través de alas de mariposas de diferentes colores que salen de sus espaldas. Estuvo involucrada en el incidente del cazador de iris, junto con Harumi, pero luego de resolverse se volvió amiga de Tōru y los demás.

## Lista de tomos
Hasta ahora se han recopilado casi todos los capítulos en cuatro volúmenes tankōbon, los cuales se muestran a continuación.
| Volumen | ISBN                   | Fecha de publicación en Japón | Capítulos |
| ------- | ---------------------- | ----------------------------- | --------- |
| 01      | ISBN 978-4-8401-2927-5 | 23 de octubre del 2009        | 1 - 4     |
| 02      | ISBN 978-4-8401-3317-3 | 23 de abril del 2010          | 5 - 9     |
| 03      | ISBN 978-4-8401-3735-5 | 23 de enero del 2011          | 10 - 15   |
| 04      | ISBN 978-4-8401-4013-3 | 23 de julio del 2011          | 16 - 20   |